# Móricgát
Móricgát è un comune dell'Ungheria di 554 abitanti (dati 2005). È situato nella contea di Bács-Kiskun.